# Liste der Einträge im National Register of Historic Places im Benton County (Missouri)

Lage des Benton Countys in Missouri

Die Liste der Einträge im National Register of Historic Places im Benton County in Missouri führt die Bauwerke und historischen Stätten im Benton County auf, die in das National Register of Historic Places aufgenommen wurden.

## Legende
| NRHP | Historic Place    |
| HD   | Historic District |

## Aktuelle Einträge
| [ 3 ] | Name                                | Bild         | Eintragsdatum        | Lage                                                                       | Ort       | Beschreibung |
| ----- | ----------------------------------- | ------------ | -------------------- | -------------------------------------------------------------------------- | --------- | --- |
| 1     | Central Cole Camp Historic District |              | 2002 ID-Nr. 02000355 | 38° 27′ 35″ N, 93° 14′ 14″ W                                               | Cole Camp | Verschiedene Gebäude in der East Main Street und der West Main Street, die meisten Gebäude der Maple Street sowie die Grundstücke 105 East Butterfield Street, 106 North Olive Street und 107 North Boonville Street |
| 2     | Rodgers Shelter Archeological Site  |              | 1969 ID-Nr. 69000090 | Adresse nicht veröffentlicht                                               | Fristoe   | |
| 3     | Augustus Sander House               |              | 2004 ID-Nr. 04000581 | 408 West Jefferson Street 38° 27′ 21″ N, 93° 12′ 22″ W                     | Cole Camp | |
| 4     | Upper Bridge                        | Upper Bridge | 1999 ID-Nr. 99001159 | Brücke des Old Highway A über den Osage River 38° 14′ 39″ N, 93° 23′ 16″ W | Warsaw    | |